# GOLDEN Q
『GOLDEN Q』（ゴールデン キュー）は、シャ乱Q6枚目のアルバム（フルアルバムは4枚目）。1996年12月18日にアリオラジャパン（当時BMGビクター）から発売された。

## 解説
前作『勝負師（ギャンブラー）』から1年1か月振りのリリース。本作はシャ乱Qのアルバムで唯一オリコンアルバムチャート1位を獲得した。シングルからは「いいわけ」「涙の影」「いいわけ」のカップリング曲、「こんなにあなたを愛しているのに」が収録されている。本作の発売1か月前に発売したシングル『NICE BOY!』は収録していない。

## 収録曲
1. Baby! I Need You
作詞:つんく 作曲:たいせー 編曲:シャ乱Q
2. 大阪エレジー
作詞:つんく 作曲:はたけ 編曲:シャ乱Q
3. 泣かないで
作詞・作曲:つんく 編曲:シャ乱Q
4. 脱出
作詞:まこと 作詞:つんく 編曲:シャ乱Q
5. こんなにあなたを愛しているのに
作詞:まこと 作曲:はたけ 編曲:シャ乱Q
10thシングル「いいわけ」のカップリング曲。フジテレビ系木曜劇場『Age,35 恋しくて』挿入歌
6. ネオン
作詞・作曲:つんく 編曲:シャ乱Q
7. いいわけ
作詞・作曲:つんく 編曲:シャ乱Q
10thシングル。フジテレビ系木曜劇場『Age,35 恋しくて』主題歌
8. 純愛II
作詞:まこと 作曲:はたけ 編曲:シャ乱Q
9. ジェラシー
作詞:まこと 作曲:はたけ 編曲:シャ乱Q
10. COCORO
作詞・作曲:つんく 編曲:シャ乱Q
11. 雲
作詞・作曲:つんく 編曲:シャ乱Q
12. 泣ける話
作詞:まこと 作曲:しゅう 編曲:シャ乱Q
13. 涙の影
作詞:つんく 作曲:はたけ 編曲:シャ乱Q（ストリングスアレンジ:前嶋康明）
11thシングル
14. ホワイト
作詞・作曲:つんく 編曲:シャ乱Q

## 参加ミュージシャン
- 田仲玲子 - コーラス
- 森高千里 - ドラム